# Abbaye Notre-Dame de Chambon
L'abbaye Notre-Dame de Chambon, disparue de nos jours, se trouvait à Mauzé-Thouarsais, dans le département des Deux-Sèvres, dans la région Nouvelle-Aquitaine.

## Histoire de l'Abbaye

### Géographie
C'est une abbaye bénédictine, fondée aux alentours de 1212, par le vicomte de Thouars Aimery VII. L'abbaye était placée à l'extrémité nord du Poitou, sur les limites de l'Anjou, à sept kilomètres de la ville de Thouars. Elle était bâtie dans la position la plus pittoresque, sur le sommet d'un coteau baigné par l'Argenton (rivière), elle tira son nom de la fertilité des terrains qui l'entouraient.

### Fondation
Après avoir fondé l'abbaye aux alentours de 1212, le vicomte Aimery VII la dota de différentes rentes, puis lui céda plusieurs possessions qu'il possédait sur la commune de Mauzé-Thouarsais dont notamment Soulbrois, La Capinière et les Chenettes. Ces différentes donations furent faites pour le repos de l'âme du vicomte et de ses parents; on peut ainsi penser que ce furent les mêmes raisons qui le poussèrent à fonder l'abbaye de Chambon.
L'abbaye de Chambon se soumit à la règle de saint Benoit. Il n'y a pas de charte qui donne la date de la dédicace de l'église mais tout porte à croire qu'elle fut faite l'année même de la fondation. L'évêque Guillaume IV de Poitiers qui fut invité à Thouars le 27 mai 1219 par le vicomte Aimery VII, à la suite de la donation que le seigneur de Thouars fit à l'abbaye, se transporta certainement à Chambon pour remettre au premier abbé les reliques de la vraie croix que le monastère posséda pendant un grand nombre d'années.

### Architecture
L'abbaye de Chambon ayant été abandonnée à la Révolution française, les bâtiments étaient presque entièrement détruits à la fin du XIXe siècle. 
En 1876, les constructions qui étaient encore debout n'offraient rien de remarquable ; on y observait un cloître carré anciennement orné de colonnes octogonales géminées  très basses, une église au midi, le réfectoire et les cuisines au nord, une salle capitulaire et le dortoir à l'est et le logement des religieux à l'ouest. On y observait également deux murailles au sud.
Au milieu du XXe siècle, les terrains furent vendus et les vestiges de l'ancienne abbaye furent reconvertis en habitation.

## Les abbés de Chambon
Au cours des siècles, ce furent les moines eux-mêmes qui appauvrirent l'abbaye ; Le rédacteur de l'inventaire de l'abbaye déclarait : "L'abbaye n'a pas eu de plus cruels ennemis que ses propres religieux". La plupart des biens de l'abbaye furent également usurpés par les grands seigneurs des environs dont notamment la famille de la Trémoille.
Les désordres que dut connaître l'abbaye ne se limitaient pas au domaine financier. Dès 1548, la conduite des religieux laissa beaucoup à désirer sous le rapport des mœurs ; des arrêts de 1588 et 1597 du Présidial de Poitiers interdirent aux moines de loger dans leurs maisons aucune femme pour quelques causes que ce soit.

### Liste des abbés
Grâce au Cartulaire de Chambon rédigé le 17 juillet 1689 par les soins de l'économe Carouge, 30 abbés ont pu être découverts mais il existe une lacune entre l'année 1227 et 1365 où l'on ne retrouve aucune trace d'abbés. De 1227 à 1467 il n'y eut que des abbés réguliers à Chambon, après quoi se succéderont des abbés commendataires jusqu'à la Révolution de 1789.
- Raoul fut le premier abbé de Chambon en 1227.
- Guillaume Bernard fut un des exécuteurs testamentaires de Simon de Thouars, comte de Dreux. Il fut inhumé dans la chapelle du château d'Eu. Abbé en 1364.
- de 1365 à 1467 se  succédèrent : Geoffroi Bouciron, Guillaume Cheleve, Jean Cheleve, Ambrois de Grazay, Jean du Barrot, Simon Barnabé, Simon, Nicolas Galdair, Simon, Guy de Vernon qui fut un des bienfaiteurs de Chambon et le dernier abbé régulier de ce monastère.
- Pierre de Vernon, 1471-1517, abbé de la Trinité de Mauléon devint le premier abbé commendataire de Chambon. Il faisait partie de la maison d'Airvault. Dès son arrivée à l'abbaye, il restaura une partie des bâtiments. À la fin du XIXe siècle on retrouvait l'écusson de sa famille sculpté au-dessus de la porte d'entrée d'une cave.
- Jacques de Vernon, 1517-1521, compte tenu de la ressemblance de son sceau avec Pierre de Vernon, on suppose que ces deux abbés étaient frères.
- Jehan de Chambes, 1525-1543, il appartenait à la famille de Chambes-Montsoreau. Il était le frère de Philippe de Chambes et l'oncle de Jean de Chambes.
- Charles de La Trémoille, 1548, baron de Mauléon, de Marans et de Doué. Troisième fils du vicomte François de La Trémoille et d'Anne de Laval, il devint Protonotaire du Saint-Siège. Il était abbé commendataire de Saint-Laon de Thouars depuis 1538 mais resta peu de temps abbé de Chambon puisqu'il mourut le 5 janvier 1551.
- Georges de La Trémoille (1550-1558) : il succéda à son frère. Baron de Royan, et d'Olonne, seigneur de Saujon et de Kergollay; il était chevalier de l'ordre du roi, sénéchal de Poitou et capitaine du château de Poitiers. Il combattit au nom de Charles IX les partisans de la nouvelle église. Il mourut à Poitiers en décembre 1584 et fut inhumé dans la collégiale du Château de Thouars. Il est l'aïeul de tous les marquis de Royan.
- Michel Patry, 1565-1598, et François Suriau, 1598-1610.
- Gilbert de La Trémoille, 1618-1619, petit-fils du baron de Royan Georges de La Trémoille, il était le fils du marquis de Royan Gilbert de La Trémoille et d'Anne Hurault. Protonotaire du Saint-Siège, aumônier ordinaire du roi, abbé de Mauléon, il mourut en 1619 à l'âge de 20 ans.
- Georges de La Trémoille, 1619-1623, il succéda à son frère. Il était clerc du diocèse de Luçon et chevalier de l'ordre de Saint-Jean de Jérusalem mais mourut en 1623 à l'âge de 23 ans.
- Daniel Hay du Chastelet, 1623-1671.
- Pierre Robert, 1672-1680, musicien, fut maître de musique des cathédrales de Senlis, Chartres puis Notre-Dame de Paris, puis dirigea la Musique de la Chapelle du roi entre 1663 et 1683.
- N. Esprit, 1680, et Jean-Baptiste de Poy, 1680, ces deux derniers ne restèrent en fonction qu'une année.
- François-Aimé Pouget, 1681-1702, né à Montpellier, père de l'Oratoire et docteur de la Sorbonne. Il n'obtint ses bulles qu'en 1690, l'évêque de Montpellier Charles-Joachim Colbert de Croissy lui demanda de rédiger le célèbre catéchisme de Montpellier. Homme de talents, il était également vicaire de Saint-Roch où il entendit la confession du célèbre La Fontaine. Il mourut à Paris en 1723.
- Joseph-François Delvemont, 1723-1768, il gouverna l'abbaye pendant 45 ans. Il décéda le 17 janvier 1768 et fut inhumé dans l'église Saint-Laon de Thouars près de la porte principale.
- Amboise Riballier, 1768-1778, prêtre, docteur de la Sorbonne, grand-maître du Collège Mazarin. Résidant au collège Mazarin, il parut très rarement à Chambon. Il laissa le prieur dom Alexandre Ingoult gouverner l'abbaye, mais ce dernier fit preuve de peu de talents et se mit à dos la plupart de ses voisins.
- Matharel du Chéry, 1778.
- Jean-Baptiste de Brugière de Farsat, 1782-1791, vicaire général du diocèse de Lombez et chanoine de l'église cathédrale de Noyon. Après la suppression de Chambon en 1791, il s'installa à Thouars.

## Sources
- Cartulaire de Chambon, Bib. nat. fonds latin, no 193. Archives de l'hôpital de Thouars - D.Fonteneau.
- Bulletins et mémoires de la Société Historique des Deux-Sèvres, p. 485.
- Hugues Imbert éd., Cartulaire de l'abbaye de Chambon, Niort, 1876.